# Tour à bois
Pour les articles homonymes, voir Tour.

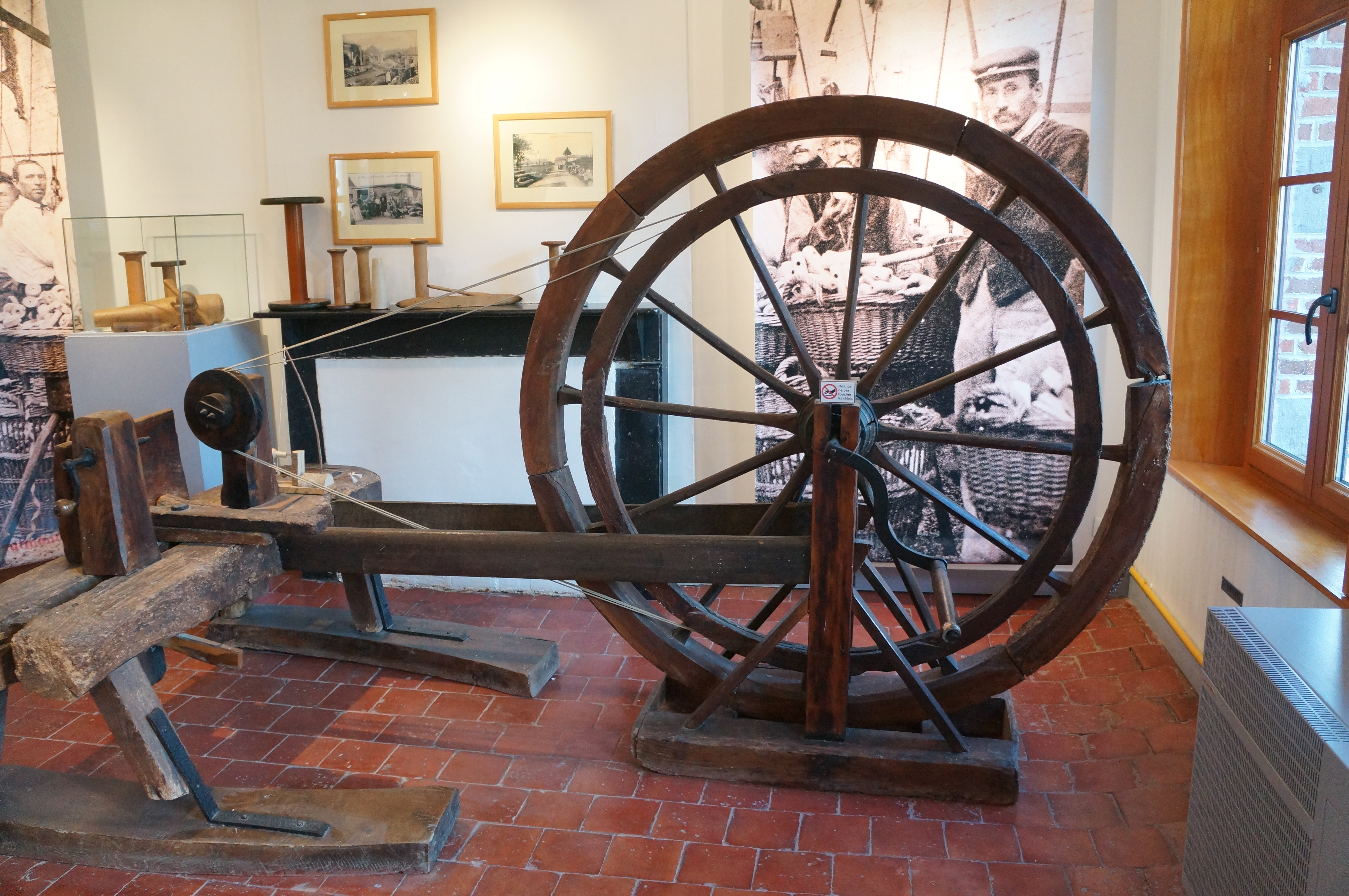
Tour à bois du XIXe siècle

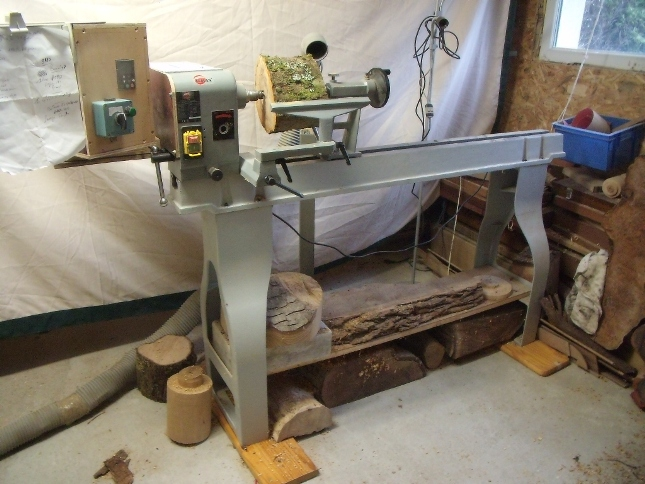
Tour à bois d'atelier, bâti en fonte et variateur électronique.

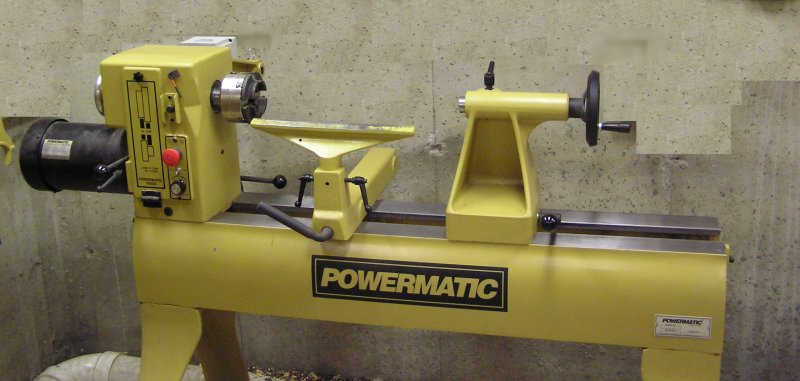
Tour à bois.

Le tour à bois est une machine de la famille des tours parallèles mais qui se distingue par sa simplicité car le tournage sur bois demande un effort mécanique très limité.
Il existe principalement deux types de tours à bois : les tours à bois d'établi et les tours à bois d'atelier.
Les tours à bois d'établi sont de petits tours généralement avec une longueur entre pointes entre 50 et 80 cm. Il faut les poser sur un établi pour leur utilisation. Certains sont en tôles soudées, plus légers et moins stables, et ne permettent pas le tournage de grosses pièces. D'autres sont en fonte, beaucoup plus stables, ils offrent déjà plus de possibilités de tournage sur bois. Ils peuvent être équipés de variateurs électroniques, mais le plus souvent, il faut changer de vitesse en déplaçant la courroie  de poulie.
Les tours à bois d'atelier sont des tours beaucoup plus lourds, posés sur des pieds quelques fois en tôles, mais le plus souvent les pieds sont en fonte. Ces tours à bois ont une longueur entre pointes en 80 cm et jusqu'à 2 m, voire plus. Avec une très bonne stabilité, ils permettent le tournage de grosses pièces en toute sécurité.
Ils sont très souvent équipés de variateur mécanique, ou électronique pour les tours à bois haut de gamme.

## Histoire
Le tour à bois est une des plus vieilles inventions techniques qui remonte à l’époque égyptienne puis romaine, avec des machines mues par la force humaine. L’entraînement de la pièce de bois se faisait au travers d’une roue actionnée par une personne pendant que l’opérateur usinait.

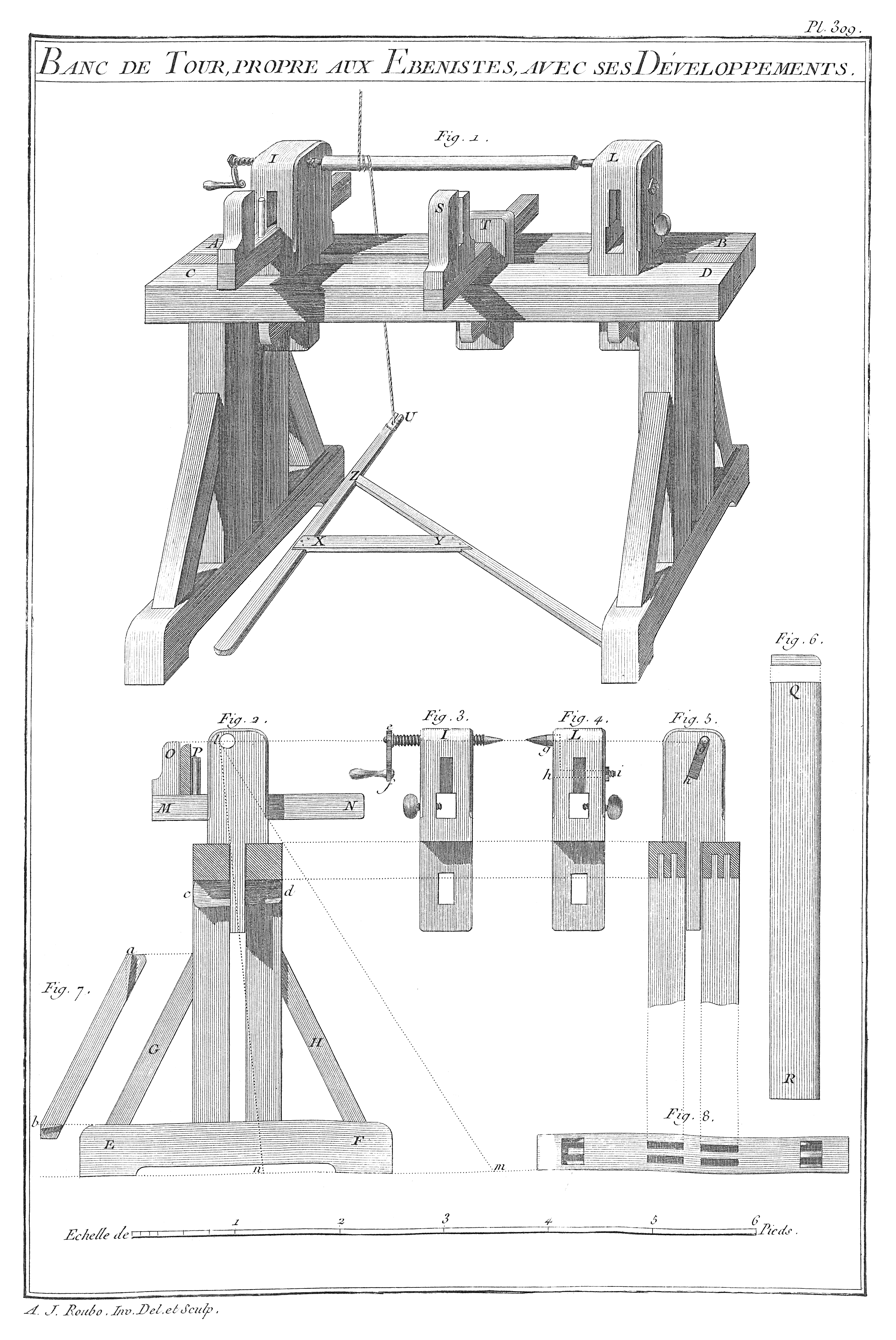
Banc de Tour, propre aux Ebenistes, avec ses Développements. André-Jacob Roubo, 1774.

Puis avec le système bielle-manivelle, c’est l’opérateur même qui, par l’intermédiaire d’une pédale, donnait le mouvement de rotation. L’époque des tours à archet, à perche et à arc passée, l’ère industrielle apporta la transmission du mouvement par système roue à aubes et poulies-courroie (force hydraulique) qui fut remplacée par le moteur électrique, signant ainsi la fin des tours dits « alternatifs » pour ceux à mouvement continu.

## Construction

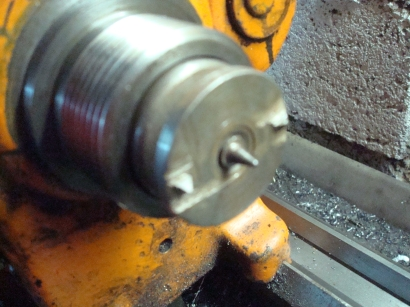
Pointe à ergots

### Machines simples

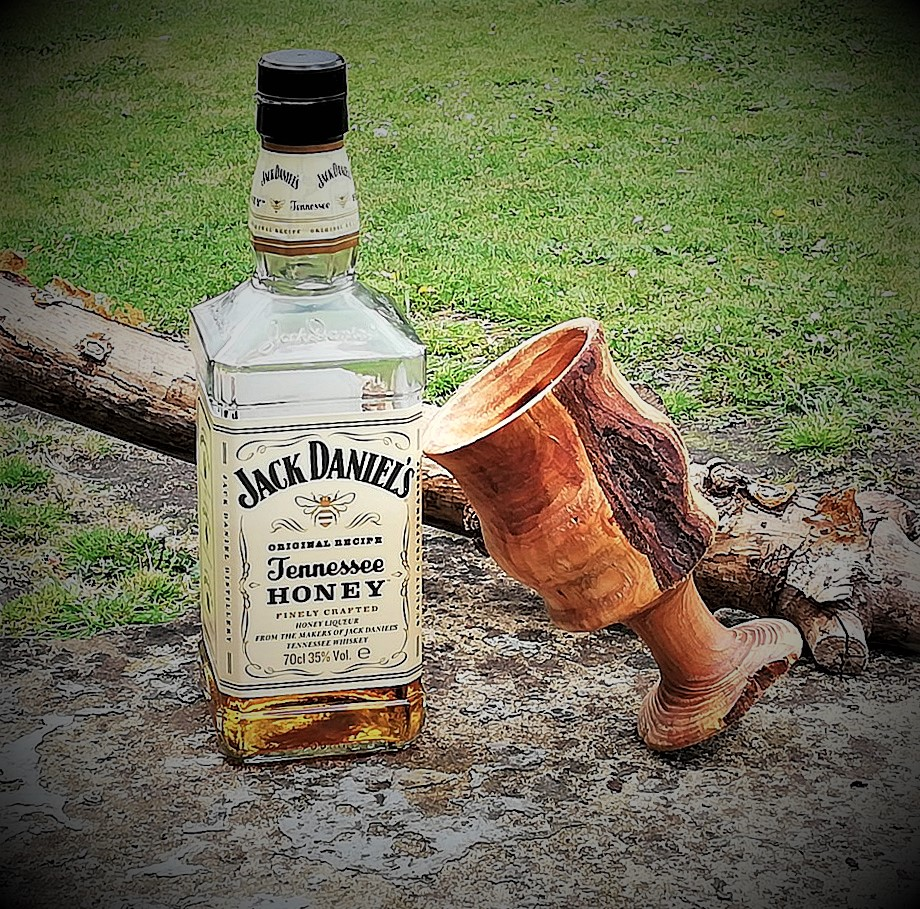
Verre à whisky, résultat d'un tour à bois Leman TAB040. laissé brut, finition 600 et huile de pépins de raisins.

- Verre à whisky, résultat d'un tour à bois Leman TAB040. laissé brut, finition 600 et huile de pépins de raisins.Un bâti, généralement en tôle soudée, plus léger que les anciens bâtis en fonte.
- Une poupée fixe comprenant :
  - le moteur électrique,
  - la boite de vitesses (poulie étagée, pignons dentés ou variateur),
  - la broche qui supporte le mandrin ou la pointe à ergots.
- Le banc avec deux glissières plates.
- Le support d'outil (gouge, racloir, bédane, etc.).
- Une poupée mobile ou contre-pointe.

### Machines spéciales
La fabrication série (petite ou grande) demande l’usage de système de copiage à partir d’un gabarit ou d’une pièce existante. L’outil est monté sur une tourelle munie d’un palpeur qui suit le profil du gabarit. L’avance peut être soit manuelle soit automatique.
Sur certaines machines, la précision et la rapidité sont obtenues par des outils-fraises tournant à grande vitesse et se déplaçant mécaniquement, guidés par un gabarit, alors que la pièce de bois tourne lentement.